# Бриджес, Алан
А́лан Бри́джес (англ. Alan Bridges; род. 28 сентября 1927, Ливерпуль, Великобритания — 7 декабря 2013) — британский режиссёр кино и телевидения.

## Биография
Выпускник Королевской академии театрального искусства.
Работал на телевидении с 1961 года, дебют в большом кино состоялся в 1965 году. Крупнейший успех Бриджеса — фильм «Наёмный работник» (1973), удостоенный «Золотой пальмовой ветви», главного приза Каннского кинофестиваля.

## Избранная фильмография
- 1973 — Наёмный работник / The Hireling
- 1974 — Короткая встреча / Brief Encounter — телефильм
- 1975 — Мёртвый сезон / Out of Season
- 1982 — Возвращение солдата / The Return of the Soldier
- 1985 — На охоте / The Shooting Party
- 1985 — Перемещённое лицо / Displaced Person — телефильм